# 劳农派
劳农派（日语：／）是二战前日本的非日共系的马克思主义团体。以1927年創立的杂志《劳农》為中心，称作劳农派。由与“日本资本主义论争”中的對抗讲座派的经济学家、左翼无产阶级社会活动家、《文艺战线》的无产阶级文学作家组成。其思想被称作“劳农派马克思主义”。

## 形成
1922年7月15日，日本共产党秘密成立。日本共产党成立以后不久，1923年就被特高（“特别高等警察”，日本政府专为打击社会运动而设立的政治警察）一网打尽。
1924年，山川均等领导人，在未与共产国际商讨的情况下，解散了日本共产党。
1926年12月，在共產國際指導下，日本共产党正式重建（第二次共产党）。1927年，通過《27年綱領》，批判山川均、福本和夫等前領導人。
1927年，在山川均主导下的一些左翼知识分子反对建设少数人的、非合法的共产党，而主张建立统一、合法、大众的无产阶级政党。他们以山川均、猪俣津南雄为中心，发行了杂志《劳农》（1927年12月创刊），以《劳农》雜誌為中心的马克思主义者称为“劳农派”。

## 理论
勞農派無明文的組織及共識。依1971年《社會主義協會綱領》的描述中，勞農派具備下列特徵：
1. 日本资本主义的性格：明治维新是不彻底的资产阶级革命。天皇制是资产阶级君主制，現今（1927年）的政治鬥爭對象是以金融资本、垄断资本為中心帝国主义資產階級。因此，革命的性格就是社会主义革命。
2. 對布尔什维克和共产国际的評價：列宁主义是基于俄罗斯条件的理论，不是马克思主义的唯一发展。日本社会主义运动的任务不是模仿德国社会民主主義或俄国共产主义，而是以日本的现实出發。革命運動不應以世界的某一中心指導。
3. 政党论：对群眾而言，资本主义抑或社会主义不是當前问题。因此，必須组织所有与资产阶级相冲突的社会团体，成立群眾的、合法的政黨。这个政党必须是具有統一戰線性质的单一無產政党。马克思主义者要在這政党的动员和成长中发挥积极作用，擴大其領導力。
4. 工会理论：工会不是政党的替代品，必须统一工會运动。以社会主义革命為目标的鬥爭，和提升日常生活品質的鬥爭，不能被机械式区分，不应該忽视、否定后者。

## 后续
1938年2月的第二次人民战线事件中，勞農派多數人士遭到逮捕。战争结束后，日本社會黨左派的理论團體社会主义协会繼承了勞農派理論，并对日本社会党和日本劳动组合总评议会产生深远影响，形成所谓的日本型社会民主主义。

## 人物
仅限于第二次世界大战前活跃的人士。
经济学家
- 櫛田民蔵
- 大内兵衛
- 猪俣津南雄
- 土屋喬雄
- 向坂逸郎
- 有沢広巳
- 岡崎次郎
- 大森義太郎

社会运动家、政治家
- 堺利彦
- 山川均
- 山川菊栄
- 江田三郎
- 鈴木茂三郎
- 荒畑寒村
- 黒田寿男
- 対馬忠行

作家
- 葉山嘉樹
- 青野季吉
- 平林泰子
- 小牧近江

### 註腳
1. ↑  全稱為《關於日本問題的決議》（日本問題に関するテーゼ），通稱為27年綱領（27年テーゼ）
2. ↑  . . 1971.

### 文献
- 社会主義協会『社会主義協会テーゼ』　社会主義協会　1971年
- 石河康国 『労農派マルクス主義：理論・ひと・歴史』（上･下巻）社会評論社、2008年

上巻は明治期から1951年社会主義協会結成まで、下巻は1998年社会主義協会再分裂までを扱う。
- 佐藤優・山崎耕一郎『マルクスと日本人』明石書店、2015年
- 千坂恭二『思想としてのファシズム』彩流社、2015年